# Гриднев, Александр Васильевич
Александр Васильевич Гриднев (4 апреля 1909, Максимовка — 1995, Волгоград) – подполковник авиации, командир 586-го истребительного авиационного полка

## Служба в РККА
В ноябре 1928 года призван в ряды РККА, служил в частях Особой Дальневосточной армии. В 1929-1931 годах учился в Московском индустриально-педагогическом институте. В 1931 году был направлен по комсомольской путевке в 7-ю Сталинградскую военно-авиационную школу им. Сталинградского Краснознаменного пролетариата. По окончании обучения, в 1933-1939 годах служил там инструктором. В 1934 году Гриднев окончил курсы командиров звена в 1-й авиационной школе имени А. Ф. Мясникова.
С 1939 года служил в одной из авиационных частей в должности заместителя командира эскадрильи.

## Великая Отечественная война
В январе 1942 года капитан Гриднев был назначен командиром 82-го истребительного авиационного полка ПВО 8-го истребительного авиационного корпуса ПВО, в составе которого участвовал в обороне Кавказа.
27 октября 1942 года майор Гриднев был назначен командиром 586-го истребительного авиационного полка 144-й истребительной авиационной дивизии ПВО.
В феврале-сентябре 1943 года полк в составе 101-истребительной дивизии ПВО охранял небо над Воронежем. Летчики полка совершили 934 самолёто-вылета и в воздушных боях сбили 10 самолетов противника. 3 апреля 1943 года майор Гриднев за умелое руководство полком, совершенные 40 боевых вылетов и сбитые в шести воздушных боях два самолета противника в группе был награжден орденом Красного Знамени.
14 июля 1943 года в воздушном бою майор Гриднев сбил немецкий истребитель Ф-190 и в паре с младшим лейтенантом Валентиной Лисициной сбил бомбардировщик Ю-88. Истратив весь боезапас, майор Гриднев подвергся атаке двух немецких истребителей, но искусным маневрированием сумел уклониться, а два вражеских истребителя столкнулись в облаках.
С ноября 1943 года по март 1944 года полк под командованием подполковника Гриднева осуществлял охрану переправы через реку Днепр, прикрытие войск во время Корсунь-Шевченковской наступательной операции. 9 февраля 1944 года в воздушном бою подполковник Гриднев сбил немецкий истребитель Ме-109 и в паре с лейтенантом Галиной Бурдиной сбил немецкий бомбардировщик Ю-52.
В марте-сентябре 1944 года полк под командованием подполковника Гриднева прикрывал движение воинских эшелонов на железнодорожных участках в районе Житомира. Летчиками полка было совершено 611 боевых вылета и в 15 воздушных боях сбито 3 немецких бомбардировщика. В том числе, 11 мая 1944 года подполковником Гридневым в паре с лейтенантом Сурначевской был сбит бомбардировщик He-177. 14 апреля 1944 года подполковник Гриднев был награжден вторым орденом Красного Знамени
С  сентября  1944  года  по  февраль  1945  года истребительный полк под командованием подполковника Гриднева прикрывал объекты  в районе Бельцы и Котовска, а затем до конца войны  -  Будапешт  и  Дебрецен.
Всего за время военных действий подполковник Гриднев совершил 134 боевых вылета и в воздушных сбил 5 самолетов лично и 4 в составе группы.

## Дальнейшая жизнь
После расформирования 586-го истребительного авиационного полка  подполковник Гриднев в ноябре 1945 года был переведён в 39-й гвардейский истребительный авиационный полк ПВО, а в 1946 году уволен по состоянию здоровья в запас.
В 1950-1952 годах Гриднев был депутатом, а позже - председателем горсовета города Будённовск. В 1956 году с отличием окончил Сталинградский сельхозинститут, работал в нём преподавателем. В 1965 году основал, а потом в течение 20 лет бессменно руководил Волгоградской школой юных космонавтов-качинцев.

## Память
8 мая 2006 года на здании дома № 18 по улице Мира в Центральном районе города Волгограда установлена мемориальная доска в честь героя[какого?].